# 第四届音乐风云榜颁奖盛典
第四届音乐风云榜颁奖盛典于2004年3月28日晚七时在深圳罗湖体育馆举行，由李霞和何炅主持。本届的评审主席团由两岸三地音乐人联席主席组成，内地评审团主席为金兆钧，香港评审团主席为向雪怀，台湾评审团主席为吴楚楚。本届在保留摇滚单元基础上再增设了粤语单元。

## 得奖名单
| 奖项                     | 得奖 | 提名 | 颁奖嘉宾       |
| ------------------------ | --- | --- | -------------- |
| 内地最佳男歌手           | 朴树 | - 朴树 《生如夏花》 - 郑钧 《我们的生活充满阳光》 - 孙楠 《第一楠主角》 - 沙宝亮 《沙宝亮》 - 杨坤 《那一天》                       | 苏芮、吴若甫   |
| 港台及海外华人最佳男歌手 | 陈奕迅 | - 陶喆 《乐之路》 - 陈奕迅 《黑·白·灰》《七》 - 周华健 《一起吃苦的幸福》 - 周杰伦 《叶惠美》 - 伍思凯 《爱的钢琴手》               | 苏芮、吴若甫   |
| 内地最佳女歌手           | 韩红 | - 韩红 《红》 - 周迅 《夏天》 - 金海心 《金海心》 - 艾敬 《是不是梦》 - 陈琳 《不想骗自己》                                         | 吴思远、孙周   |
| 港台及海外华人最佳女歌手 | 王菲 | - 王菲 《将爱》 - 蔡健雅 《陌生人》 - 孙燕姿 《The Moment》 - 顺子 《我的朋友Betty Su》 - 蔡依林 《看我72变》                       | 吴思远、孙周   |
| 最佳组合                 | 五月天 | - 五月天《我们是五月天》 - S.H.E《Super Star》 - 羽泉《没你不行》 - Energy《E3》 - Twins《Touch of love》                           | 胡兵、胡东     |
| 内地最受欢迎男歌手       | 孙楠 | | 林隆璇、邵兵   |
| 内地最受欢迎女歌手       | 那英 | | 林隆璇、邵兵   |
| 香港最受欢迎男歌手       | 陈奕迅 | | 朱茵、安七炫   |
| 香港最受欢迎女歌手       | 王菲 | | 朱茵、安七炫   |
| 台湾最受欢迎男歌手       | 周杰伦 | | 朱茵、安七炫   |
| 台湾最受欢迎女歌手       | 孙燕姿 | | 朱茵、安七炫   |
| 内地最佳专辑             | 朴树 《生如夏花》 | - 朴树 《生如夏花》 - 韩红 《红》 - 羽泉 《没你不行》 - 刘欢 《六十年代生人》 - 陈琳 《不想骗自己》                                 | 李秀满、宝儿   |
| 港台及海外华人最佳专辑   | 周杰伦 《叶惠美》 | - 周杰伦 《叶惠美》 - 黄大炜 《Time: 1894~2003》 - 蔡健雅 《陌生人》 - 蔡依林 《看我72变》 - 陶喆 《乐之路》                        | 李秀满、宝儿   |
| 内地最佳新人             | 沙宝亮 《沙宝亮》 | - 沙宝亮 《沙宝亮》 - 周迅 《夏天》 - 王蓉 《非想非非想》 - 陆毅 《非同寻常》 - 张敬轩 《My Way》                                   | 伍思凯、张庭   |
| 港台及海外华人最佳新人   | 潘玮柏 《我的麦克风》《壁虎漫步》 | - 林俊杰 《乐行者》 - 潘玮柏 《我的麦克风》《壁虎漫步》 - 林子良 《陪我说说》 - 吴浩康 《先入为主》                                 | 伍思凯、张庭   |
| 内地最佳唱作人           | 朴树《生如夏花》 | - 朴树《生如夏花》 - 郑钧《我们的生活充满阳光》 - 韩红《红》 - 黄征《爱情诺曼底》 - 杨坤《那一天》                                  | 伊能静         |
| 港台及海外华人最佳唱作人 | 陶喆《乐之路》 | - 陶喆 《乐之路》 - 周杰伦 《叶惠美》 - 黄大炜 《Time: 1894~2003》 - 蔡健雅 《陌生人》 - 王力宏 《不可思议》                        | 伊能静         |
| 最佳录影带               | 邝盛《以父之名》 | - 《看我72变》 - 《分开旅行》 - 《傻子才悲伤》 - 《不想骗自己》 - 《以父之名》                                                      | 陈娟红、王喜   |
| 最佳影视歌曲             | 孙燕姿《遇见》 | - 沙宝亮《暗香》 - 孙燕姿《遇见》 - 陈奕迅《岁月如歌》 - 黄磊《年华似水》 - 蔡依林《海市蜃楼》                                      | 徐沛东、翁虹   |
| 内地最佳作词             | 陈涛 《暗香》 | - 陈涛 《暗香》 - 朴树《Colorful Days》 - 梁芒 《寂寞的自由》 - 深白色 《年华似水》 - 方文山 《满天风雪》                           | 何迅有、何迅杰 |
| 港台及海外华人最佳作词   | 方文山 《东风破》 | - 娃娃 《寂寞的季节》 - 小寒 《无底洞》 - 林夕 《十年》 - 方文山 《东风破》 - 王菲 《将爱》                                         | 何迅有、何迅杰 |
| 内地最佳作曲             | 三宝 《暗香》 | - 三宝 《暗香》 - 峦树 《寂寞的自由》 - 朴树《Colorful Days》 - 张亚东 《悲伤的秋千》 - 羽泉《没你不行》                            | 何迅有、何迅杰 |
| 港台及海外华人最佳作曲   | 黄韵仁《无底洞》 | - 陶喆《Runaway》 - 黄韵仁《无底洞》 - 徐伟贤《兄妹》 - 陶喆《算你狠》 - 王菲《将爱》                                               | 何迅有、何迅杰 |
| 内地最佳编曲             | 张亚东 《悲伤的秋千》、张亚东、朴树《Colorful Days》 | - 许巍 《纯粹》 - 张亚东、朴树《Colorful Days》 - 火星电台 《看海》 - 张亚东 《悲伤的秋千》 - 羽泉《没你不行》                      | 何迅有、何迅杰 |
| 港台及海外华人最佳编曲   | 洪敬尧《以父之名》 | - 洪敬尧《以父之名》 - 林迈可《东风破》 - 张亚东《将爱》 - 黄大炜《同进同出》 - 陶喆 《0932》                                       | 何迅有、何迅杰 |
| 内地最佳制作人           | 张亚东、朴树《生如夏花》 | - 张亚东、朴树《生如夏花》 - 许巍 《纯粹》 - 峦树 《红》 - 世聪、仲衡 《不想骗自己》 - 李泉 《2046》                                | 何迅有、何迅杰 |
| 港台及海外华人最佳制作人 | 周杰伦《叶惠美》 | - Jim Lee 《我们都寂寞》 - 蔡健雅 《陌生人》 - 周杰伦 《叶惠美》 - 伍思凯 《爱的钢琴手》 - 张亚东、王菲《将爱》                     | 何迅有、何迅杰 |
| 最佳摇滚歌手             | 郑钧 | - 郑钧 《我们的生活充满阳光》 - 斯琴格日乐 《寻找》 - 李延亮 《Super star》 - 姜昕 《纯粹》 - 伍佰 《泪桥》                         | 王永、王迪     |
| 最佳摇滚乐队             | 木马乐队 | - 达达乐队《黄金时代》 - 五月天 《我们是五月天》 - 便利商店 《Five star》 - 木马乐队 《Yellow star》 - 挂在盒子上的乐队《DI DI DI》 | 王永、王迪     |
| 最佳摇滚专辑             | 姜昕 《纯粹》 | - 李延亮 《Super star》 - 姜昕 《纯粹》 - 伍佰 《泪桥》 - 达达乐队 《黄金时代》 - 零点乐队 《越来越》                               | 王永、王迪     |
| 最佳摇滚单曲             | 达达乐队 《等待》 | - 姜昕 《纯粹》 - 达达乐队 《无双》 - 李延亮 《Super star》 - 达达乐队 《等待》 - 零点乐队 《你的爱给了谁》                         | 王永、王迪     |
| 最佳摇滚新人             | 便利商店 | - 便利商店《Five star》 - 隐藏组合《为人民服务》 - COLORS《红色风云1》 - 黑钻石乐队《红色风云1》 - 曼陀罗乐队《红色风云1》          | 王永、王迪     |
| 粤语最佳男歌手           | 陈奕迅 | - 陈奕迅 《Live For Today》 - 古巨基 《游戏 基》 - 刘德华 《如果有一天》 - 李克勤 《Ever Last》 - 许志安 《On My Story》            | 张敏           |
| 粤语最佳女歌手           | 容祖儿 | - 陈慧琳《爱》 - 何韵诗《Roundup》 - 梁咏琪《我想我唱》 - 容祖儿《我的骄傲》 - 郑秀文《完全拥有》                                   | 张敏           |
| 粤语最佳专辑             | 陈奕迅 《Live For Today》 | - 陈奕迅 《Live For Today》 - 刘德华 《如果有一天》 - 许志安 《On My Story》 - 容祖儿《我的骄傲》 - Twins《Touch of love》          | 罗家英         |
| 粤语最佳作词             | 黄伟文《十面埋伏》 | - 黄伟文《十面埋伏》 - 黄伟文《我的骄傲》 - 刘卓辉《岁月如歌》 - 林夕《任天堂流泪》 - 林夕《我代你哭》                              | 陈百祥、温碧霞 |
| 粤语最佳制作人           | 伍乐城《爱》 | - 何韵诗《Roundup》 - 伍乐城《爱》 - 李安修《如果有一天》 - 张敬轩《My Way》 - 雷颂德《Candy's Airlines》                           | 陈百祥、温碧霞 |
| 内地十大金曲             | - 杨坤《那一天》 - 孙楠《飞越海洋》 - 羽泉《惩罚》 - 孙楠《幸福相守》 - 沙宝亮《暗香》 - 朴树《Colorful Days》 - 韩红《天天想你》 - 黄征《爱情诺曼底》 - 黄征、羽泉《奔跑》 - 陈琳《不想骗自己》 | |                |
| 港台十大金曲             | - 陈奕迅《十年》 - 孙燕姿《遇见》 - 周杰伦《晴天》 - F4《绝不能失去你》 - 蔡依林《说爱你》 - 周杰伦《三年二班》 - 周杰伦《东风破》 - 周渝民《我呼吸你》 - 王菲《将爱》 - 林俊杰《就是我》        | |                |
| 内地终身成就奖           | 徐沛东 | |                |
| 港台及海外华人终身成就奖 | 苏芮 | |                |
| 风云大奖                 | 周杰伦 | | 王长田         |
| 突破渴望大奖             | 梅艳芳 | |                |

## 表演环节
- 潘玮柏《我的麦克风》
- 王蓉《我不是黄蓉》
- 张敬轩《My way》
- 羽泉组合表演
- 顺子《我的朋友Betty Su》
- Energy组合表演
- 艾敬《是不是梦》
- 陈琳《不想骗自己》
- 朴树《Colorful Days》
- 五月天《恒星的恒心》
- 李延亮《Super star》
- 安七炫《23》、《THE best》串烧
- 杨坤《月亮可以代表我的心》
- 沙宝亮《暗香》
- 陈奕迅《十年》
- 宝儿《NO.1》、《VALENTI》
- 黄征《爱情诺曼底》
- 韩红《绒花》
- 伍思凯《这边那边》
- 孙楠《燃烧》

## 争议
传闻因对旗下歌手王力宏无奖不满，索尼音乐歌手集体缺席颁奖礼，引起了主办方与索尼音乐的“口水仗”。